# Dorymyrmex
Dorymyrmex is een geslacht van vliesvleugelige insecten van de familie Mieren (Formicidae).

## Soorten
- D. agallardoi Snelling, R.R., 1975
- D. alboniger Forel, 1914
- D. amazonicus Cuezzo & Guerrero, 2011
- D. antarcticus Forel, 1904
- D. antillana Snelling, R.R., 2005
- D. baeri André, 1903
- D. bicolor Wheeler, W.M., 1906
- D. biconis Forel, 1912
- D. bituber Santschi, 1916
- D. bossutus (Trager, 1988)
- D. breviscapis Forel, 1912
- D. bruchi Forel, 1912
- D. brunneus Forel, 1908
- D. bureni (Trager, 1988)
- D. carettei Forel, 1913
- D. caretteoides Forel, 1914
- D. confusus (Kusnezov, 1952)
- D. coniculus Santschi, 1922
- D. chilensis Forel, 1911
- D. ebeninus Forel, 1914
- D. elegans (Trager, 1988)
- D. emmaericaellus Kusnezov, 1951
- D. ensifer Forel, 1912
- D. exsanguis Forel, 1912
- D. flavescens Mayr, 1866
- D. flavopectus Smith, M.R., 1944
- D. flavus McCook, 1879
- D. fusculus Santschi, 1922
- D. goeldii Forel, 1904
- D. goetschi Goetsch, 1933
- D. grandulus (Forel, 1922)
- D. hunti (Snelling, R.R., 1975)
- D. hypocritus (Snelling, R.R., 1975)
- D. incomptus (Snelling, R.R., 1975)
- D. insanus (Buckley, 1866)
- D. jheringi Forel, 1912
- D. joergenseni Bruch, 1917

- D. lipan Snelling, R.R., 1995
- D. minutus Emery, 1895
- D. morenoi Bruch, 1921
- D. paiute Snelling, R.R., 1995
- D. pappodes (Snelling, R.R., 1975)
- D. paranensis Santschi, 1922
- D. planidens Mayr, 1868
- D. pogonius (Snelling, R.R., 1975)
- D. pulchellus Santschi, 1922
- D. pyramicus (Roger, 1863)
- D. reginicula (Trager, 1988)
- D. richteri Forel, 1911
- D. santschii Gallardo, 1917
- D. silvestrii Gallardo, 1916
- D. smithi Cole, 1936
- D. spurius Santschi, 1929
- D. steigeri Santschi, 1912
- D. tener Mayr, 1868
- D. thoracicus Gallardo, 1916
- D. tuberosus Cuezzo & Guerrero, 2011
- D. wheeleri (Kusnezov, 1952)
- D. wolffhuegeli Forel, 1911
- D. xerophylus Cuezzo & Guerrero, 2011